# District de Manakara
Le district de Manakara est un district de la région Fitovinany, situé dans l'est de Madagascar. Il est limité au nord par le district de Mananjary, au sud par le district de Vohipeno, à l'ouest par le district d'Ikongo et à l'est par l'océan Indien.